# Life's Too Good
Life's Too Good è il primo album del gruppo musicale islandese The Sugarcubes, pubblicato nell'aprile 1988.

## Il disco
Il singolo Birthday (Ammæli in islandese) ha permesso alla band di raggiungere la notorietà anche nel resto d'Europa (soprattutto nel Regno Unito) e negli Stati Uniti.
Nell'agosto del 1987, Birthday è stato scelto come "singolo della settimana" dalle riviste musicali NME e Melody Maker, ed è finita al primo posto nella classifica Festive Fifty del disc jockey britannico John Peel nello stesso anno.
Sono stati realizzati dei videoclip anche per i singoli Motorcrash, Coldsweat e Deus.

## Formazione
- Björk Guðmundsdóttir - voce e tastiere
- Einar Örn Benediktsson - voce e tromba
- Þór Eldon Jónsson - chitarra
- Bragi Ólafsson - basso
- Sigtryggur Baldursson - batteria

## Tracce
1. Traitor - 3:08
2. Motorcrash - 2:23
3. Birthday - 3:56
4. Delicious Demon - 2:43
5. Mama - 2:56
6. Coldsweat - 3:15
7. Blue Eyed Pop - 2:38
8. Deus - 4:07
9. Sick for Toys - 3:15
10. Fucking in Rhythm and Sorrow - 3:14
Bonus tracks in alcune edizioni limitate:
11. Take Some Petrol, Darling 1:27
12. Cowboy - 3:27
13. I Want - 2:55
14. Cat - 3:01
15. Dragon - 3:08

## Classifiche
| Classifica            | Posizione massima |
| --------------------- | ----------------- |
| Official Albums Chart | 14                |
| U.S. Billboard 200    | 54                |
| Canada                | 59                |
| Svezia                | 48                |